# دیوید ریموند کورتیس
دیوید ریموند کورتیس (زاده ۱۲ ژانویه ۱۸۷۸-درگذشته ۲۹ آوریل ۱۹۵۳) (به انگلیسی: David Raymond Curtiss) ریاضیدان اهل آمریکا بود.

## زندگی و کارنامه
کورتیس در دانشگاه کالیفرنیا در سال ۱۸۹۹ دانش آموخته شد و درجه کارشناسی ارشد را در سال ۱۹۰۱ در همان دانشگاه به دست آورد. سپس به دانشگاه هاروارد رفت و تحت سرپرستی ویلیام ازگود و ماکسیم بوچر درجه دکتری ریاضیات را کسب نمود و به عنوان پژوهشگر پسادکتری به اکول نرمال سوپریور در فرانسه رفت. وی در دانشگاه نورت وسترن به درجه استادی رسید. کورتیس همچنین مدتی معاون انجمن ریاضی آمریکا بود. زمینه کاری کورتیس بیشتر هندسه بود و او کتاب‌های درسی درباره هندسه تحلیلی و مثلثات به چاپ رساند.